# Orimarga cruciformis
Orimarga cruciformis là một loài ruồi trong họ Limoniidae. Chúng phân bố ở miền Cổ bắc.